# Lao Cai
Lào Cai er en by i det nordligee Vietnam med et indbyggertal (pr. 2004) på cirka 86.000. Byen ligger på grænsen til nabolandet Kina og er hovedstad i en provins af samme navn. 
22°29′N 103°57′Ø / 22.483°N 103.950°Ø